# Drosophila endobranchia
Drosophila endobranchia är en tvåvingeart som beskrevs av Carson och Wheeler 1968. Drosophila endobranchia ingår i släktet Drosophila och familjen daggflugor.
Artens utbredningsområde är Västindien.